# Lisovîci, Tarașcea
Lisovîci (în ucraineană Лісовичі) este localitatea de reședință a comunei Lisovîci din raionul Tarașcea, regiunea Kiev, Ucraina.

## Demografie
Componența lingvistică a localității Lisovîci
     Ucraineană (98,87%)
     Alte limbi (1,07%)
Conform recensământului din 2001, majoritatea populației localității Lisovîci era vorbitoare de ucraineană (98,87%), existând în minoritate și vorbitori de alte limbi.

## Legături externe
- pl Lesowicze în Dicționarul geografic al Regatului Poloniei și al altor țări slave, volum V (Kutowa Wola — Malczyce) anul 1884

- pl Lesowicze în Dicționarul geografic al Regatului Poloniei și al altor țări slave, volum XV, p. 2 (Januszpol — Wola Justowska)1902